# Reinhold Elschot
Reinhold Elschot (* 11. März 1951 in Bocholt) ist ein deutscher Filmproduzent und Medienmanager. Er war von 2009 bis 2017 stellvertretender Programmdirektor und Fernsehfilm-Chef des ZDF. Als Geschäftsführer und Produzent der Network Movie Film- und Fernsehproduktion produzierte er zahlreiche nationale und internationale Fernsehfilme und -serien.

## Leben
Elschot studierte Germanistik, Publizistik und Philosophie an der Westfälischen Wilhelms-Universität in Münster, das Studium schloss er 1976 mit dem Magister ab. Während des Studiums war er Teil der Forschungsgruppe um Erich Küchenhoff und Mitautor der Untersuchung Die Darstellung der Frau und die Behandlung von Frauenfragen im Fernsehen, die 1975 erschien. Nach dem Studium und dem Ableisten des Zivildienstes war er als Wissenschaftlicher Mitarbeiter an der Universität Osnabrück tätig und arbeitete an dem Forschungsprojekt Die Regionalisierung von Hörfunk und Fernsehen. Zu dieser Zeit interessierte sich Elschot auch für Fotografie mit der Camera obscura und veröffentlichte zusammen mit Ulrich Timmermann und Detlev Frevert einige Bücher zu dem Thema.
Ende 1978 begann Elschot als Redakteur beim Adolf-Grimme-Institut in Marl, zunächst als Referent für den Adolf-Grimme-Preis und später unter anderem als Redakteur der Fachzeitschrift W & M – Weiterbildung und Medien. Daneben arbeitete er als freier Mitarbeiter für Hörfunk und Fernsehen beim WDR in Köln und für die Süddeutsche Zeitung sowie den Pressedienst epd. 1988 wechselte Elschot fest zum WDR in Köln, wo er in der Pressestelle tätig war.

## Deutsches Fernsehen
1991 ging Elschot zum ZDF, wo er als Redakteur und ab 1993 als Leiter in der ZDF-Redaktion Fernsehspiel I arbeitete und daneben zentrale Aufgaben in der Hauptredaktion übernahm. Er war in dieser Zeit unter anderem für ZDF-Koproduktionen und Fernsehreihen wie Bella Block oder Die Musterknaben verantwortlich. Dazu kamen Filme wie Eine ungehorsame Frau mit Veronica Ferres, Der Neffe mit Martina Gedeck, Amerika mit Sophie von Kessel, Reise in die Nacht von Matti Geschonneck, Die Mörderin mit Suzanne von Borsody, Lautlose Schritte mit Christian Berkel und Lars Beckers Das Gelbe vom Ei mit Heike Makatsch und Moritz Bleibtreu.
1998 wurde Elschot Gründungsbeauftragter für eine neue ZDF-Produktionsgesellschaft, die 1999 unter dem Namen Network Movie Film- und Fernsehproduktion GmbH als Tochterfirma des Unternehmens ZDF Enterprises ins Leben gerufen wurde. Elschot war dort bis 2009 als Geschäftsführer und Produzent tätig, ab 2003 gemeinsam mit Jutta Lieck-Klenke. Zu den erfolgreichen Produktionen, an denen Elschot mitgewirkt hat, gehörten in dieser Zeit beispielsweise die Serien Nesthocker – Familie zu verschenken, SOKO Köln und Kommissar Stolberg („Freitagskrimi“) oder die Filmreihen Stralsund, Solo für Schwarz und Nachtschicht (von Regisseur Lars Becker). Für den Film Mord am Meer von Regisseur Matti Geschonneck, der unter anderem für die Goldene Kamera, den Deutschen Fernsehpreis und den Adolf-Grimme-Preis nominiert war, wurde Elschot mit dem Produzentenpreis des Hamburger Filmfests ausgezeichnet. Auch weitere Filme von Geschonneck wie beispielsweise Duell in der Nacht und der Zweiteiler Entführt, für die Elschot als Produzent verantwortlich war, erhielten zahlreiche Preise bzw. Nominierungen. So gewann Entführt bei der Goldenen Kamera 2010 den Preis für den besten Fernsehfilm. Zum Aufgabenbereich Elschots gehörten darüber hinaus auch internationale Koproduktionen wie etwa die Verfilmungen der Romane von Henning Mankell.
2009 kehrte Elschot als Leiter der Hauptredaktion Fernsehspiel, die später erweitert wurde und als Hauptredaktion Fernsehfilm/Serie1 firmierte, zum ZDF zurück und übernahm zusätzlich die Funktion des stellvertretenden Programmdirektors als Nachfolger von Hans Janke. Beide Posten hatte er bis zum Jahresende 2017 inne. Er verantwortete in dieser Zeit unter anderem den Fernsehfilm der Woche, den Freitags- und Samstags-Krimi und Das kleine Fernsehspiel sowie die Kino-Koproduktionen des ZDF und Aktenzeichen XY … ungelöst, ab 2013 auch die Soko-Schiene. Dazu kamen Mehrteiler wie Das Adlon oder Das Sacher und die Serien SCHULD nach Ferdinand von Schirach und Bad Banks von Christian Schwochow. Die Filme Das Ende einer Nacht und Ein großer Aufbruch wurden mit der Goldenen Kamera ausgezeichnet, ersterer gewann zudem den Deutschen Fernsehpreis. In seiner Zeit beim ZDF war Elschot auch Mitglied des Verwaltungsrats der FFA, im Filmförderausschuss der Film- und Medienstiftung NRW, im Vergabeausschuss des FFF Bayern und im Beirat des Deutschen Fernsehpreises.
Elschot ist seit 2018 wieder als Produzent tätig und war seitdem zusammen mit Silke Pützer verantwortlich für den Dreiteiler Unterleuten – Das zerrissene Dorf nach einer Romanvorlage von Juli Zeh und den Fernsehfilm Das Verhör in der Nacht nach Kehlmanns Heilig Abend, beide für Network Movie. Für die Constantin Film produzierte er gemeinsam mit Oliver Berben und Friederich Oetker den historischen Film Die Wannseekonferenz (Regie: Matti Geschonneck), der seine Premiere am 18. Januar 2022 in Anwesenheit von Bundespräsident Frank-Walter Steinmeier hatte und am 24. Januar im ZDF ausgestrahlt wurde. Der Film wurde mehrfach als Bester Film ausgezeichnet, u. a. mit dem Deutschen Fernsehpreis in der Kategorie Bester Fernsehfilm, dem Romy in der Kategorie Bester Film TV/Stream, dem Prix Europa als Bester Europäischer Fernsehfilm des Jahres 2022, dem Günter-Rohrbach-Filmpreis und dem renommierten Grimme-Preis in der Kategorie Fiktion. Der Lars-Becker-Film „Der Millionen Raub“, den Elschot 2022 mit Network Movie für das ZDF produzierte, wurde vom Filmfest Hamburg 2023 in den Wettbewerb der TV-Sektion aufgenommen. Im Sommer 2023 produzierte Reinhold Elschot gemeinsam mit Sarah Kirkegaard für die MOOVIE, ein Tochter-Unternehmen der Constantin Film AG, das Courtroom-Drama „Ferdinand von Schirach: Sie sagt. Er sagt“. Unter der Regie von Matti Geschonneck spielten unter anderem Ina Weisse, Godehard Giese, Matthias Brandt, Henriette Confurius, Johanna Gastdorf und Maria Köstlinger. Der Film wurde 2025 bei den New York Festivals mit dem Silver Tower Award im Bereich Drama ausgezeichnet.

## Privat
Elschot ist mit der Produzentin Elke Ried verheiratet.

## Filmografie (Auswahl)
- 1993: Bella Block: Die Kommissarin
- 1995: Bella Block: Liebestod
- 1997: Bella Block: Geldgier
- 1997: Alte Liebe, alte Sünde
- 1997: Die Musterknaben
- 1997: Die Chaos Queen
- 1997: Bella Block: Tod eines Mädchens
- 1998: Reise in die Nacht
- 1998: Bella Block: Auf der Jagd
- 1999: Das Gelbe vom Ei
- 1999: Die Musterknaben 2
- 1999: Verliebt in eine Unbekannte
- 1999: Nesthocker – Familie zu verschenken (Fernsehserie)
- 2000: Jenny Berlin – Tod am Meer
- 2000: Jenny Berlin – Ende der Angst
- 2001: Jenseits
- 2001: Vier Meerjungfrauen
- 2001: Rette deine Haut
- 2001: Die falsche Fährte (Miniserie, 2 Episoden)
- 2001: Verbotene Küsse
- 2001: Späte Rache
- 2002: Die fünfte Frau (Miniserie, 3 Episoden)
- 2002: Am Ende der Hochzeitsnacht
- 2002: Einsatz in Hamburg – Rückkehr des Teufels
- 2002: Einsatz in Hamburg – Stunde der Wahrheit
- 2002: Du bist mein Kind
- 2002: Der Freund von früher
- 2003: Tod im Park
- 2003: Liebe Schwester
- 2003: Nachtschicht – Amok!
- 2003: Ihr schwerster Fall – Mord am Pool
- 2003–2010: SOKO Köln (Fernsehserie, 114 Episoden)
- 2004: Die Rückkehr des Vaters
- 2004: Trilogie – Die Erde weint
- 2004: Nachtschicht – Vatertag
- 2004: Die Ärztin
- 2004: Halt durch, Paul! (Fernsehserie)
- 2004: Ein Mann für den 13ten
- 2005: Irren ist sexy
- 2005: Solo für Schwarz – Tod im See
- 2005: Mord am Meer
- 2005: Das Geheimnis des roten Hauses
- 2005: Prinz und Paparazzi
- 2005: Mein Vater und ich
- 2005: Sterne über Madeira
- 2005: Henning Mankell – Mittsommermord
- 2005: Liebe nach dem Tod
- 2005: Adams Äpfel (Adams æbler)
- 2006: Nachtschicht – Tod im Supermarkt
- 2006: Solo für Schwarz – Der Tod kommt zurück
- 2006: Alles über Anna (Fernsehserie)
- 2006: Vier Meerjungfrauen II – Liebe à la carte
- 2006: Freundinnen fürs Leben
- 2006: Liebe, Babys und ein großes Herz
- 2006–2009: Kommissar Stolberg (Fernsehserie, 10 Episoden)
- 2007: Nachtschicht – Der Ausbruch
- 2007: Duell in der Nacht
- 2007: Lutter: Essen is’ fertig
- 2007: Lutter: Um jeden Preis
- 2007: Ein verlockendes Angebot
- 2007: Zeit zu leben
- 2007: Solo für Schwarz – Tödliche Blicke
- 2007: Eine stürmische Bescherung
- 2007: Die dunkle Seite
- 2008: Nachtschicht – Ich habe Angst
- 2008: Lutter: Blutsbande
- 2008: Schade um das schöne Geld
- 2008: Liebe, Babys und ein großes Herz – Das Versprechen
- 2008: Liebe, Babys und ein großes Herz – Neue Wege
- 2009: Nachtschicht – Blutige Stadt
- 2009: Auftrag Schutzengel
- 2009: Entführt
- 2009: Stralsund: Mörderische Verfolgung
- 2009: Lutter: Mordshunger
- 2009: Hinter blinden Fenstern
- 2009: Wohin mit Vater?
- 2010: Nachtschicht – Wir sind die Polizei
- 2010: Tod in Istanbul
- 2010: Amigo – Bei Ankunft Tod
- 2010: Nachtschicht – Das tote Mädchen
- 2011: Das bessere Leben
- 2012: Offroad
- 2012: Das Ende einer Nacht
- 2012: Tod einer Polizistin
- 2013: Das Adlon. Eine Familiensaga
- 2014: Das Zeugenhaus
- 2014: Das finstere Tal
- 2015: Ein großer Aufbruch
- 2015: SCHULD nach Ferdinand von Schirach (Fernsehserie)
- 2016: Salt and Fire
- 2017: In Zeiten des abnehmenden Lichts
- 2017: Der namenlose Tag
- 2020: Unterleuten – Das zerrissene Dorf
- 2020: Das Verhör in der Nacht
- 2021: Die Wannseekonferenz

- 2022: Der Millionen Raub
- 2023: Ferdinand von Schirach: Sie sagt. Er sagt.

## Auszeichnungen (Auswahl)
- 2001: Fernsehfilmpreis der Deutschen Akademie der Darstellenden Künste für Jenseits[30]
- 2001: Goldene Nymphe von Monte Carlo für Jenseits[31]
- 2004: TV-Produzenten-Preis beim Filmfest Hamburg für Mord am Meer
- 2008: Deutscher Fernsehkrimipreis in der Kategorie Hauptpreis für Duell in der Nacht
- 2010: Goldene Kamera in der Kategorie Bester deutscher Fernsehfilm für Entführt
- 2012: Deutscher Fernsehpreis in der Kategorie Bester Fernsehfilm für Das Ende einer Nacht
- 2013: Goldene Kamera in der Kategorie Bester Fernsehfilm für Das Ende einer Nacht
- 2015: Gold World Medal bei den New York Festivals für Das Zeugenhaus[32]
- 2015: Rockie Award beim Banff World Media Festival für Das Zeugenhaus[33]
- 2016: Goldene Kamera in der Kategorie Bester deutscher Fernsehfilm für Ein großer Aufbruch
- 2021: Bronze World Medal bei den New York Festivals für Unterleuten – Das zerrissene Dorf[34]
- 2022: Gold World Medal bei den New York Festivals für Die Wannseekonferenz[35][36]
- 2022: Best Movie Award beim sechsten International Film Festival of Barcelona-Sant Jordi (BCN FILM FEST) für Die Wannseekonferenz[37]
- 2022: CIVIS VIDEO AWARD in der Kategorie Unterhaltung[38]
- 2022: Deutscher Fernsehpreis in der Kategorie Bester Fernsehfilm für Die Wannseekonferenz[20]
- 2022: Romy in der Kategorie Bester Film TV/Stream[21]
- 2022: Günter-Rohrbach-Filmpreis für Die Wannseekonferenz[23][24]
- 2022: Medienpreis Prix Europa in der Kategorie Best European TV Movie of the Year für Die Wannseekonferenz[22]
- 2025: Silver Tower Award in der Kategorie Drama bei den New York Festivals für Sie sagt. Er sagt.[28]

## Werke
- Reinhold Elschot, Detlef Frevert, Eugen Küpper, Ulrich Timmermann und Rainer Weißenborn: Camera Obscura Fotografie – Was sie ist, was sie kann, was sie soll, Selbstverlag, Münster 1978.
- Detlef Frevert, Ulrich Timmermann, Reinhold Elschot: Fotografie mit der Lochkamera. Die Camera obscura in der Erwachsenenbildung. In: Weiterbildung und Medien. Die Zeitschrift aus dem Adolf-Grimme-Institut. Die Medienzeitschrift der bundesdeutschen Erwachsenenbildung. Band 6, 1981, S. I–16.
- Detlef Frevert, Ulrich Timmermann, Reinhold Elschot: Fremde Heimat. Fotografie mit der Camera Obscura. etc Medienproduktion, Gelsenkirchen 1982, ISBN 3-923355-00-9.
- Manfred E. Berger, Reinhold Elschot, Gretel Rieber: In unserem Alter. Lebensgeschichten. Rowohlt rororo, Hamburg 1993, ISBN 3-4991-3093-9.